# Walter Russel Stocker jr.
Walter Russel Stocker jr. (* 1. September 1925 in Philadelphia; † 5. Dezember 2003 Port Hueneme) war ein US-amerikanischer Filmschauspieler und Regisseur.

## Leben
Stocker wurde am 1. September 1925 in Philadelphia, Pennsylvania geboren. Er diente im Zweiten Weltkrieg im US Army Air Corps. 1957 hatte er eine kleine Rolle im erfolgreichen Film Die zwölf Geschworenen, wo er neben Henry Fonda auftrat. 1978 war er Regisseur des Horrorfilms Till Death. Stocker starb am 5. Dezember 2004 in der US-amerikanischen Kleinstadt Port Hueneme im Alter von 78.
Er war verheiratet und hatte zwei Kinder.

## Filmografie (Auswahl)

### Schauspieler
- 1957: Die zwölf Geschworenen (12 Angry Men)
- 1963: They Saved Hitler’s Brain
- 1963: The Madmen of Mandoras
- 1964–1965: Lassie (Fernsehserie, 3 Folgen)
- 1973: Hunter
- 1975: The Specialists
- 1975: Die Sunny Boys (The Sunshine Boys)
- 1979: Geheimauftrag zur Hölle – Die Neutronenbombe (Missile X)
- 1981: Jacqueline Bouvier Kennedy
- 1986: Hollywood Zap!

### Regisseur
- 1978: Till Death